# 73199 Orlece
73199 Orlece è un asteroide della fascia principale. Scoperto nel 2002, presenta un'orbita caratterizzata da un semiasse maggiore pari a 2,5659401 UA e da un'eccentricità di 0,1091819, inclinata di 8,59953° rispetto all'eclittica.